# Halling
 For alternative betydninger, se Halling (flertydig). (Se også artikler, som begynder med Halling)
Halling var en dansk brev- og lavadelig slægt, der opstod, da William Halling, født Vitus, (1744-1796) den 17. december 1783 blev adlet. Adelsslægten uddøde 1917, mens der stadig lever borgerlige medlemmer af Halling-slægten.
Halling ejede i nogle år Tirsbæk, hvilket han atter solgte. Senere ejede han Dronninglund Slot (med Dronninggård), Kærsgård, Petersholm og Williamsborg, hvor han byggede hovedbygningen. Han opholdt sig i reglen på Dronninglund. Han var gift med Christine Lide Hvas de Lindenpalm (1758-1817), datter af justitsråd Jørgen Hvas de Lindenpalm til Tirsbæk. Hendes moder var den kendte Karen Marie Loss. I sit ægteskab med Christine de Lindenpalm havde Halling 2 børn:
1. Wilhelmine, gift med baron Krüdener, russisk minister.
2. Hans Henrik von Halling (1775-1838), til Frisholt, major, gift 11. september 1799 med Karen Henriette Dorothea von Westen, datter af apoteker Peter von Westen i Odense, separeret og senere gift med professor Bjørn. Major von Halling var kendt for sin besynderlige samlerlyst, som havde køre‑ og ridepiske til genstand. Af ægteskabet med sin ovennævnte hustru havde han tre døtre:

a. Amalie, klosterfrøken i Vemmetofte,
b. Christiane Ulrikka, gift med oberst Fibiger,
c. Hanna Franciska, gift med kaptajn Langemark, og to sønner:
aa. William (6. februar 1803 – )
bb. Christian Ulrik (13. februar 1804 – 1876)
William Halling, kammerjunker, justitsråd, fuldmægtig under Finansministeriet, 1870 entlediget med pension, blev gift 1835 med Ernestine Caroline Amalie baronesse Holck (1814-1872). Deres eneste søn, Alexander (1838-1878), var først løjtnant i reserven, senere mægler og gift med en datter af general Vilhelm Jacob Branner. Hans eneste søn, Axel Halling (1869-1917) døde 1917 barnløs som slægtens sidste mand. William Halling havde desuden 2 døtre:
1. Fanny (1835-1851), gift med kammerjunker, kaptajn Hans Gustav Grüner til Høstemark og Egense Kloster
2. Caroline (1847-), gift 1873 med baron Rammel